# Coalición Extremeña
Coalición Extremeña o Extremeños (PREx-CREx) es una federación de partidos de Extremadura (España) formada por el Partido Regionalista Extremeño (PREx) y Convergencia Regionalista de Extremadura (CREx) y fundada en 1995. Del 2003 al 2011 se presentaron en coalición con el PSOE en todos los comicios autonómicos y generales. En el 2015 se sumó también Independientes por Extremadura (IPEX) así como diversas candidaturas municipales independientes. En las elecciones municipales y autonómicas del 2015 obtuvo 13 alcaldías y 97 concejales teniendo presencia en la actualidad en más de 70 municipios.
Actualmente está integrada en la coalición Levanta Extremadura, para presentarse a las elecciones municipales, autonómicas y generales de 2023.

## Historia
Coalición Extremeña surgió como una coalición electoral establecida en 1995 entre el Partido Regionalista Extremeño, Convergencia Regionalista de Extremadura y Extremadura Unida (EU), para presentarse a las elecciones autonómicas y locales de dicho año. Su candidato a la presidencia de la Junta de Extremadura era Pedro Cañada, de EU. La coalición obtuvo 25.168 votos (un 3,86%), que se tradujeron en un escaño. En las locales, obtuvieron 27.330 votos (4,16%) y 139 concejales. La coalición se mantuvo en las generales de 1996, con unos resultados testimoniales (7.312 votos, 1,04%).
Posteriormente, la coalición se rompió y PREx y CREx establecieron la actual formación, inscribiendo en julio de 1997 a Coalición Extremeña PREx-CREx en el registro de partidos políticos del Ministerio del Interior. En las elecciones autonómicas de 1999, Extremadura Unida ya no formó parte de la coalición, presentándose en solitario. Ninguno de las dos formaciones pudo revalidar el escaño. Coalición Extremeña obtuvo 7.437 votos (1,16%), por 10.783 (1,69%) de Extremadura Unida.
En 2003 acordaron con el PSOE concurrir a las elecciones a la Asamblea de Extremadura bajo la denominación PSOE-Progresistas, obteniendo dos diputados, que se integraron en el grupo parlamentario socialista. Ese año, Coalición Extremeña pasó a definirse como una federación de partidos, unificándose en una única estructura los dos partidos que la componen. El primer congreso federal se realizó en diciembre de ese año. Estanislao Martín, secretario general del PREx, fue elegido coordinador general de la federación.
Al año siguiente se integró en las listas del PSOE en Extremadura a las elecciones generales de 2004. Lidia Redondo de Lucas, militante de PREx-CREx, era suplente de la candidatura al Senado por Cáceres y ocupó un escaño de senadora en 2005.
En las elecciones locales y autonómicas de 2007 acudió de nuevo en coalición con el PSOE en la candidatura PSOE-Regionalistas, obteniendo tres escaños en la Asamblea de Extremadura y 51 concejales.
El Partido Regionalista Extremeño ha defendido, desde 2007, el carácter nacional de Extremadura, igual al de otras "naciones" de España y se ha definido como "extremeñista". Tales definiciones fueron aceptadas por el II Congreso Federal celebrado en noviembre de 2008 apareciendo en su Manifiesto Político (EXTREMADURA ES UNA NACIÓN, con más de 350 años de historia), en tanto que en su ponencia ideológica se definieron como una federación de partidos [...] regionalista, socialdemócrata, federalista, aglutinadora y con tendencia centrista. Estanislao Martín fue reelegido como coordinador general.
En las elecciones generales de 2011 apoyaron, en coalición con éste, al PSOE. Los representantes regionalistas en las listas de la coalición serán el actual vicesecretario general de PREX CREX, José Luis Velilla, por la provincia de Badajoz; y el exconcejal en el Ayuntamiento de Plasencia Juan Carlos Herrero, por la de Cáceres. Estos ocuparán, tal y como acordaron los comités provinciales del PSOE, el quinto puesto en la lista de PSOE-Regionalistas por Badajoz y el cuarto lugar en la que presentan por la circunscripción de Cáceres. En cuanto a las listas del Senado, por la provincia de Badajoz irá, en representación de Coalición Extremeña, Marifé Verdejo Custodio, de Villafranca de los Barros; y por la de Cáceres, el actual Alcalde de Carcaboso, Alberto Cañedo.
En las elecciones autonómicas de 2011 obtuvo dos diputados, dentro de las listas del PSOE. Sin embargo, tras 10 años de coaliciones, en agosto de 2013 anunciaba su ruptura con el PSOE, pasando sus dos diputados en la Asamblea de Extremadura al grupo mixto. En las elecciones autonómicas de 2015 concurrieron con el nombre de Extremeños.
Se presentaron dentro de la coalición a las Elecciones a la Asamblea de Extremadura de 2019:
- Unidas por Extremadura (Podemos-IU-Extremeños)
  - Podemos
  - Izquierda Unida
  - Coalición Extremeña
  - Equo

En las elecciones generales de 2019 se presentan en solitario en las circunscripciones de Cáceres y Badajoz, con María Paz García Melchor y Carmen Flores Mesa, para el Congreso, siendo José Julio Tiemblo Pérez y José María Beltrán de Heredia, cabezas de lista al Senado.